# Rio (album, 2011)
Pour les articles homonymes, voir Rio.
- Ne doit pas être confondu avec l'album Rio du groupe Duran Duran.
- Voir l'album Rio (bande originale) de John Powell.

Rio - Music from the Motion Picture, est la bande originale, distribuée par Interscope Records, du film américano brésilien d'animation de Carlos Saldanha, Rio, sorti en 2011.

## Liste des titres
| 1.    | Real In Rio               | Jesse Eisenberg | 3:48 |
| 2.    | Let Me Take You to Rio    | Ester Dean      | 1:54 |
| 3.    | Mas Que Nada              | Sergio Mendes   | 2:44 |
| 4.    | Hot Wings (I Wanna Party) | Will i Am       | 2:16 |
| 5.    | Pretty Bird               | Jemaine Clement | 2:04 |
| 6.    | Fly Love                  | Jamie Foxx      | 2:39 |
| 7.    | Telling the World         | Taio Cruz       | 3:33 |
| 8.    | Funky Monkey              | Siedah Garrett  | 2:24 |
| 9.    | Take You to Rio           | Ester Dean      | 3:26 |
| 10.   | Balanco Carioca           | Mikael Mutti    | 3:01 |
| 11.   | Sapo Cai                  | Carlinhos Brown | 2:46 |
| 12.   | Samba De Orly             | Bebel Gilberto  | 2:49 |
| 13.   | Valsa Carioca             | Sergio Mendes   | 2:35 |
| 35:59 |                           |                 |      |

## Musiques additionnelles
- On entend aussi durant le film, les titres suivants, qui ne sont, ni repris sur cet album, ni sur l'album Rio - Original Motion Picture Score. Il s'agit[1] :
  - Whoomp! There It Is
    - Écrit par Stephen Gibson et Cecil Glenn
    - Interprété par Tag Team
    - Avec l'aimable autorisation de DM Records, Inc.

  - Say You, Say Me
    - Écrit, interprété par Lionel Richie, avec son aimable autorisation.

  - Copacabana Dreams
    - Musique de Sergio Mendes et John Powell
    - Interprété par Sergio Mendes
    - Produit par Sergio Mendes et John Powell

  - Girl From Ipanema
    - Écrit par Antonio Carlos Jobim, Vinicius de Moraes[2] et Norman Gimbel

  - Forro Da Fruta
    - Musique et texte de Carlinhos Brown et Mikael Mutti
    - Interprété par Carlinhos Brown et Mikael Mutti
    - Produit par Sergio Mendes, John Powell, Carlinhos Brown et Mikael Mutti

  - Hot Wings (I Wanna Party)
    - Écrit par Will i Am[3]
    - Interprété par Will i Am, Jamie Foxx et Anne Hathaway
    - Produit par Will i Am
    - Jamie Foxx interprète avec l'aimable autorisation de J Records, une unité de Sony Music Entertainment
    - will.i.am interprète avec l'aimable autorisation de will.i.am music llc / Interscope Records

  - The Chicken Dance
    - Écrit par Werner Thomas et Terry Rendall

  - Eu Vou Te Levar Pro Rio (Take You to Rio)
    - Écrit par 'Ester Dean', Mikkel H. Eriksen et T.E. Hermansen - Version by Alex Góes
    - Interprété par Ivete Sangalo

  - Telling the World
    - Écrit par Taio Cruz et Alan Kasirye
    - Interprété par Taio Cruz
    - Produit par Taio Cruz
    - Coproduit par Alan Nglish
    - Avec l'aimable autorisation de The Island Def Jam Music Group
    - Sous licence d'Universal Music Enterprises

  - Ararinha (Fly Love)
    - Écrit par Carlinhos Brown et Siedah Garrett - Version de Carlinhos Brown
    - Interprété par Carlinhos Brown

  - Take You To Rio
    - Écrit par Ester Dean, Mikkel S. Eriksen, et T.E. Hermansen[4]
    - Interprété par Ester Dean
    - Produit par StarGate for 45th & 3rd Music LLC
    - Producteurs executifs : Tim Blacksmith et Danny D.
    - Ester Dean interprète avec l'aimable autorisation de Zone 4 / Interscope Records

  - Favo de Mel (Real In Rio)
    - Écrit par Sergio Mendes, John Powell, Carlinhos Brown, Mikael Mutti et Siedah Garrett
    - Interprété par Jesse Eisenberg, Jamie Foxx, Anne Hathaway, George Lopez, Will i Am, Jullie[5] et Os Cantores do Rio

Non crédité
- Drop It Low
  - Écrit et interprété par Will i Am